# Circuito Valle del Resco
Le Circuito Valle del Resco est une course cycliste italienne disputée au mois d'août à Reggello, en Toscane. 
Durant son existence, cette épreuve fait partie du calendrier régional italien en catégorie 1.19. Elle est donc réservée aux coureurs espoirs (moins de 23 ans) ainsi qu'aux élites sans contrat. 

## Palmarès depuis 1996
| Année     | Vainqueur              | Deuxième              | Troisième             |
| --------- | ---------------------- | --------------------- | --------------------- |
| 1996      | Paolo Bettini          |                       |                       |
| 1997      | ?                      |                       |                       |
| 1998      | Cristian Rubini        |                       |                       |
| 1999-2000 | ?                      |                       |                       |
| 2001      | Luis Felipe Laverde    | Ivan Fanelli          | Ivan Stević           |
| 2002-2003 | ?                      |                       |                       |
| 2004      | Giovanni Visconti      | Vincenzo Nibali       | Aníbal Borrajo        |
| 2005      | Andrea Sanvido         |                       |                       |
| 2006      | Davide Mucelli         | Aurélien Passeron     | Marco Carletti        |
| 2007      | Davide Bonuccelli (de) | Boris Vasilyev        | Pierpaolo Tondo       |
| 2008      | Antonio Parrinello     | Enrico Magazzini      | Gianluca Mirenda (it) |
| 2009      | Gianluca Randazzo      | Rafael Visinelli (de) | Carlos Quintero       |
| 2010      | Maksym Averin          | Matteo Durante        | Stefano Di Carlo      |
| 2011      | Antonio Parrinello     | Julián Arredondo      | Ivan Balykin          |
| 2012      | Samuele Anichini       | Giuseppe Cicciari     | Evgeniy Krivosheev    |
| 2013      | Alfio Locatelli        | Adam Semple           | Omar Asti             |
| 2014      | Lorenzo Friscia        | Mirko Ulivieri        | Nicolae Tanovitchii   |
| 2015      | Federico Borella       | Giuseppe Brovelli     | Mirco Maestri         |
| 2016      | Vincenzo Albanese      | Davide Ballerini      | Marco Bernardinetti   |